# بی‌بی حیات (کرمان)
بی‌بی حیات، روستایی است از توابع بخش چترود شهرستان کرمان در استان کرمان ایران.

## تاریخچه
تاریخ تأسیس روستای بی بی حیات، در قرن سوم هجری یکی از نوادگان امام موسی کاظم (ع) به اسم فاطمه صغرا همراه با اقوام خویش از طرف عراق در خنامان ساکن شدند، سختی‌های راه و مصایب‌هایی که این بانو بزرگوار در طی مسیر بر ایشان وارد شده بود باعث بیماری و ضعف شده بود. هوای سرد خنامان در زمستان باعث شد تا با مشورت بزرگان خنامان ایشان مدتی در قریة زیار (ده زیار) در ۴۰کیلومتری خنامان که هوای گرمتر داشت اقامت نماید، بزرگان ده زیار که از ارادتمندان اهل بیت بودند، از ایشان استقبال کردند و فاطمه صغرا مدتی در ده زیار ساکن شدند که مورد احترام مردم و بزرگان قرار گرفت. پس از مدتی مأموران حکومتی که دنبال نابودی سادات بودند، جهت دستگیری ایشان به ده زیار هجوم آورده و با مقاومت مردم و درگیری بین مأموران حکومتی و اهالی ده زیار، فاطمه صغرا موفق شد به طرف خنامان فرار نماید، در طی مسیر بیماری شدید باعث توقف در محلی که امروزه بی بی حیات می‌نامند، می‌گردد. متأسفانه بر اثر شدت بیماری در آن محل فوت می‌نماید و در تپه ای دفن می‌شود که امروزه بی بی حیات نام دارد، یک خدمتکاری به اسم ریحانه نیز همراهش بود که بعد از فوت حضرت بی بی حیات، مدتی بعد در کنار ایشان دفن می‌شود.

## جمعیت
این روستا در دهستان کویرات قرار داشته و براساس آخرین سرشماری مرکز آمار ایران که در سال ۱۳۸۵ صورت گرفته، جمعیت آن ۲۲۸ نفر (۵۸خانوار) بوده است.

## آثار باستانی
دو اثر باستانی زیر در این روستا به ثبت ملی رسیده است:
- آرامگاه امامزاده بی‌بی حیات
- حسینیه بی‌بی حیات